# Payan Bertrand
Pour les articles homonymes, voir Payan.
Payan Bertrand S.A., connu comme Payan Bertrand, est une entreprise française, indépendante et familiale, spécialisée dans la création, la production et la commercialisation d’ingrédients naturels aromatiques et de compositions parfumées. Fondée en 1854 à Grasse, l’entreprise est labellisée Entreprise du patrimoine vivant depuis 2014.
À la suite de son acquisition en 2005, General Aromatics est devenu une marque de Payan Bertrand.

## Histoire
En 1854, Honoré Payan créé une parfumerie située place de la Poissonnerie, dans le centre historique de Grasse. En 1886, Antoine Payan et Etienne Bertrand, cousins et membres de la famille du fondateur, succèdent à la tête de la parfumerie Honoré Payan et nomment leur association Payan et Bertrand. En 1893, Antoine Payan se retire du partenariat mais le nom demeure. Dès lors, l'entreprise se tourne vers la fabrication de matières premières aromatiques pour la parfumerie et la savonnerie.
L'entreprise est vendue en 1906 à l'industriel suisse Théophile Mühlethaler qui conserve le nom Payan et Bertrand. À cette même date, la société quitte le centre de Grasse pour une nouvelle usine aménagée dans le quartier Saint-Jean, siège actuel de Payan Bertrand. L’année 1922 marque l’arrivée de la famille Proal à la tête de l’entreprise, qu’elle dirige encore de nos jours.
En 1970, la société Payan Bertrand se voit décerner l’Oscar de l’Exportation par Valéry Giscard d’Estaing, alors ministre de l’Économie, à la suite du développement international de l’entreprise, notamment en Europe et en Asie. En 1973, l’entreprise reçoit le Flambeau de l’Exportation.
En décembre 2005, Payan Bertrand acquiert General Aromatics, société du bassin grassois spécialisée dans la production de compositions parfumées.
En 2014, l’entreprise reçoit le label Entreprise du patrimoine vivant, octroyé par le Ministère de l'Économie et géré par l'Institut supérieur des Métiers, qui récompense les entreprises françaises qui font perdurer les savoir-faire traditionnels d’excellence.
En 2020, l’INPI classe Payan Bertrand parmi les entreprises homologuées pour l’attribution de l’indication géographique « absolue Pays de Grasse » reconnaissant le savoir-faire artisanal d’extraction des essences de fleurs.
Payan Bertrand est membre de l’International Federation of Essential Oils and Aroma Trades (IFEAT), du Syndicat National des Ingrédients Aromatiques Alimentaires (SNIAA) et du Syndicat National des Industries de la Parfumerie (PRODAROM).